# Barbacenia involucrata
Barbacenia involucrata är en enhjärtbladig växtart som beskrevs av Lyman Bradford Smith. Barbacenia involucrata ingår i släktet Barbacenia och familjen Velloziaceae. Inga underarter finns listade.